# کاتیرا کورپوریشن
کاتیرا کورپوریشن (انگلیسی: Katerra) شرکت ساخت‌وساز آمریکایی است، که در سال ۲۰۱۵ توسط پال کیبسگارد تأسیس شد.